# Asociación de Propietarios y Terratenientes de Navarra
La Asociación de Propietarios y Terratenientes de Navarra (APTENA) fue una organización creada el 3 de diciembre de 1931 por los grandes propietarios de tierras de Navarra (España) durante la Segunda República española. 
El fin era defender los legítimos derechos de la propiedad territorial, cuando ciertas decisiones gubernativas constituyen contrafuero, alteran nuestra ley civil e invaden facultades de la Diputación de Navarra.
Estuvo muy controlada ideológicamente por el carlismo y el clero. Destacaban los terratenientes José Sánchez Marco, Tomás Domínguez Arévalo y Justo Garrán Moso, entre otros.
En la asamblea que celebró en Pamplona el 11 de diciembre de 1932 asistieron más de 65 representantes de pueblos donde radicaban la entidad. Dieron discursos el Conde de Rodezno (el ya referido Domínguez Arévalo) y José Martínez de Velasco, que acudió desde Madrid y era fundador del Partido Agrario. Se pronunciaron en contra de la Ley de Reforma Agraria, diciendo que era obra de un movimiento revolucionario, y de un Gobierno socialista y anarquizante. Ambos afirmaron que el Instituto de Reforma Agraria creado vulneraba la Ley Paccionada de 1841 y que no prosperaría.
Durante la Segunda República esta asociación actuó conjuntamente con la Federación Agro-Social de Navarra (FASN).